# 司馬法蓮
司馬法蓮（?—?），东晋宗室，彭城康王司马释玄孙，彭城王司马纮曾孙，高密恭王司馬俊之孙，高密敬王司馬純之之子。
隆安五年（401年），高阳王司马文深去世，无嗣。义熙二年（406年）五月，高密王司馬純之之子司馬法莲出继司马文深，袭封高阳王（治今河北省蠡县南），元熙二年（420年）刘宋受禅代晋，高阳国除。
| 前任： 司馬文深 | 晋朝高阳王 406年－420年 | 繼任： 国除 |